# Квидич
Квидич (енгл. Quidditch) је чаробњачки спорт из романа о Харију Потеру.  Игра се на метлама. Свака екипа има седморицу играча: гоничи, чувар, јуришници и трагач. Тројица гонича бацају једни другима Квафл (лопта) и покушавају да је убаце у један од прстенова. Сваки пут када Квафл (лопта) уђе кроз један од прстенова, тим добија 10 поена. Чувар је играч који лети између прстенова и зауставља играче из другог тима да не постигну погодак. Задатак јуришника је да штите своју страну од Блаџерки и покушају да их набаце у правцу другог тима. Постоје две Блаџерке које лете ваздухом попут ракета, покушавајући да збаце играче са метли. Златна Скривалица је најважнија лопта од свих. Њу је тешко ухватити пошто је брза и једва се види. Трагач има задатак да је ухвати. Трагач који ухвати Скривалицу добија 150 поена и утакмице се завршавају тек када је Скривалица ухваћена, тако да може да траје читаву вечност. За грифиндорски тим играчи су следећи:
- гоничи: Ангелина Џонсон, Алисија Спинет и Кети Бел;
- чувар: Оливер Дрвце;
- јуришници: Фред и Џорџ Весли и
- трагач: Хари Потер.